# أمراض الثراء

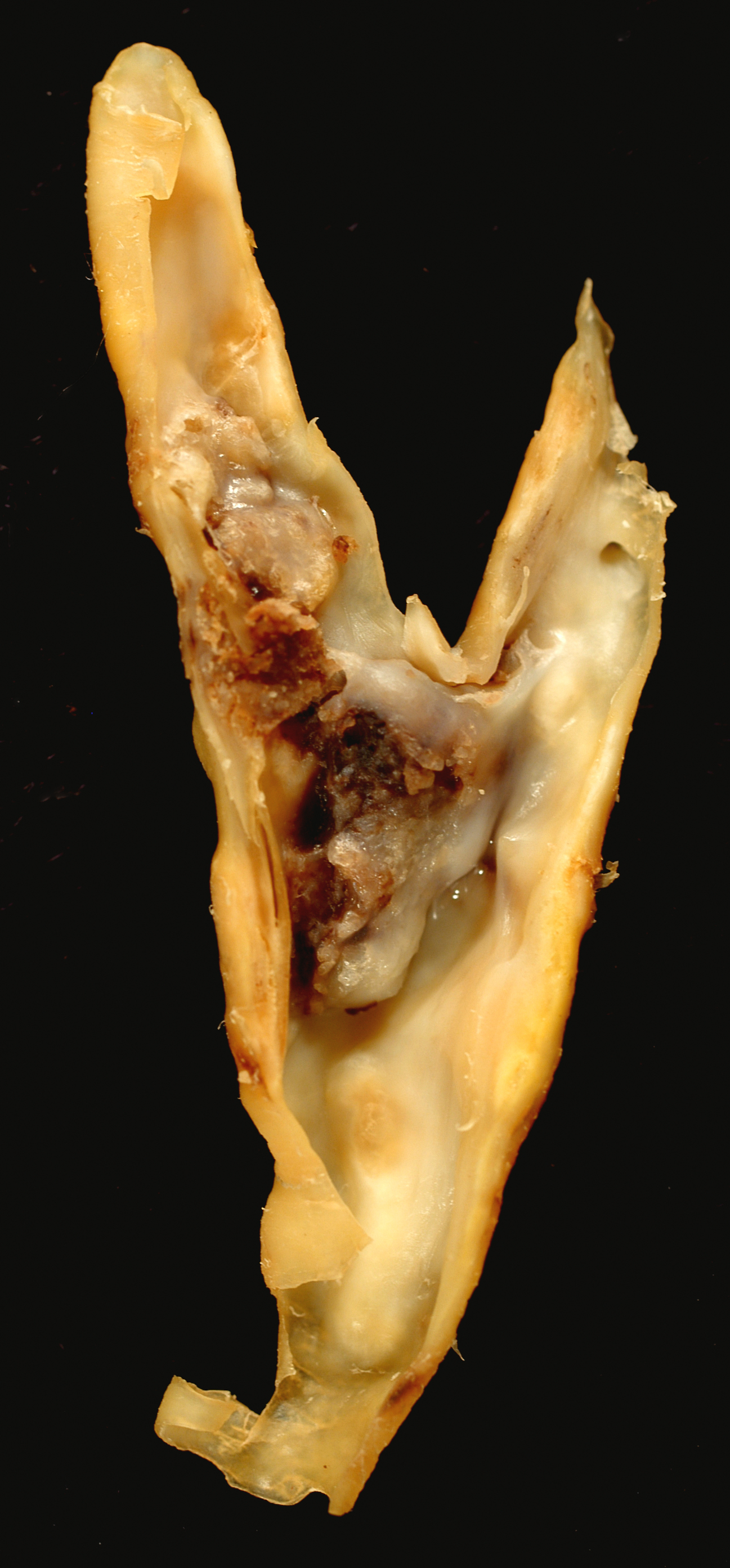

 أمراض الثراء مصطلح يطلق أحيانًا على أمراض معينة وغيرها من الظروف الصحية التي يعتقد بأنها نتيجة لزيادة الثروة في المجتمع. تسمى أيضا «أمراض الغرب»، وهذه الأمراض هي على النقيض من ما يسمى ب«أمراض الفقر»، التي تنتج عن فقر الإنسان. يُلام النظام الغذائي الحديث ونمط الحياة الراكدة على المستويات الحالية مثل: السمنة،  أمراض القلب والأوعية الدموية، وارتفاع ضغط الدم، وسكري النمط الثاني، وهشاشة العظام، سرطان القولون والمستقيم، حب الشباب، والنقرس، والاكتئاب، والأمراض المتعلقة بنقص الفيتامينات والمعادن. وقد زاد انتشار هذه الأمراض الناتجة من الثراء منذ نهاية الحرب العالمية الثانية.

## أمثلة
من أمثلة أمراض الثراء الأمراض المزمنة غير السارية التي من عوامل خطرها أسلوب الحياة المرتبط بالنمو الاقتصادي والظروف الاجتماعية المرتبطة به - مثل سكري النمط الثاني، والربو، أمراض القلب التاجية، وأمراض الأوعية المخية وأمراض الشرايين المحيطية، والسمنة، وارتفاع ضغط الدم والسرطان وإدمان الكحول، والنقرس، وبعض أنواع الحساسية.
ويمكن أيضا أن تشمل الاكتئاب والأمراض النفسية الأخرى المرتبطة بزيادة العزلة الاجتماعية وتدني مستويات الرفاهية النفسية التي  لوحظ في كثير من البلدان المتقدمة. كثير من هذه الظروف مترابطة، فالسمنة مثلا مسبب جزئي لكثير من الأمراض الأخرى.
في المقابل، فإن أمراض الفقر تميل إلى أن تكون أمراضًا معدية، أو نتيجةً لسوء الأحوال المعيشية. وتشمل السل والربو، والأمراض المعوية. تشير البحوث أيضا وباستمرار أن أمراض الثراء تظهر أيضا في شريحة كبيرة من الفقراء، كالسمنة وأمراض القلب والشرايين، جنبًا للأمراض المعدية، مما يتسبب في زيادة الفوارق الصحية العالمية.
من المتوقع أن أمراض الثراء ستصبح أكثر انتشارا في البلدان النامية مع انخفاض الفقر، وزيادة طول العمر، وتغيّر أنماط الحياة. في عام 2008، ما يقرب من 80٪ من الوفيات الناجمة عن الأمراض غير المعدية - بما فيها أمراض القلب والسكتات الدماغية وأمراض الرئة المزمنة والسرطان والسكري - وقعت في البلدان منخفضة الدخل والمتوسطته.

## الأسباب
يبدو أن العوامل المرتبطة بزيادة هذه الأمراض والظروف الصحيّة هي  نتيجة مباشرة لتطورات تقنية، منها:
- ممارسة الرياضة البدنية أقل، في كثير من الأحيان بسبب زيادة استخدام السيارات.
- الرياضة غير المنتظمة بسبب الأعمال المكتبية التي لا تنطوي على عمل بدني.
- سهولة الحصول على كميات كبيرة من المواد الغذائية رخيصة (بالمقارنة مع توفر الغذاء ذو السعرات الحرارية الأقل في اقتصاد الكفاف)
- كثرة الغداء عمومًا مع نقص النشاط الجسدي.
- استخدام أكبر للحكول والتبغ.
- طول مأمول العمر.
- تعرض لأمراض معدية أقل على امتداد الحياة (مما قد يتسبب في ضعف الجهاز المناعي).

## اقرأ أيضا
- أمراض الفقر
- محددات اجتماعية للصحة
- حمية العصر الحجري / أسلوب حياة العصر الحجري
- مشروع الصين-كورنيل-أكسفورد